# USS Monitor

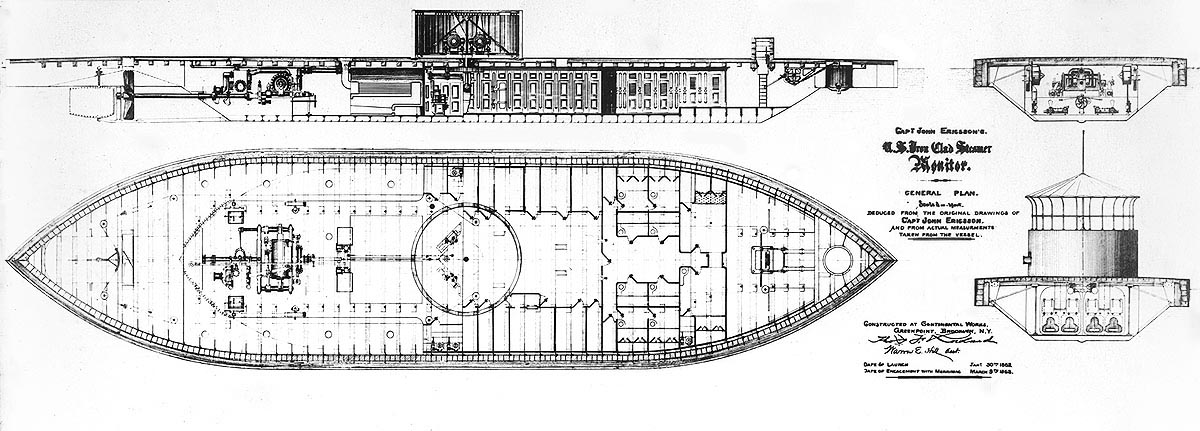
USS Monitor - Secțiuni

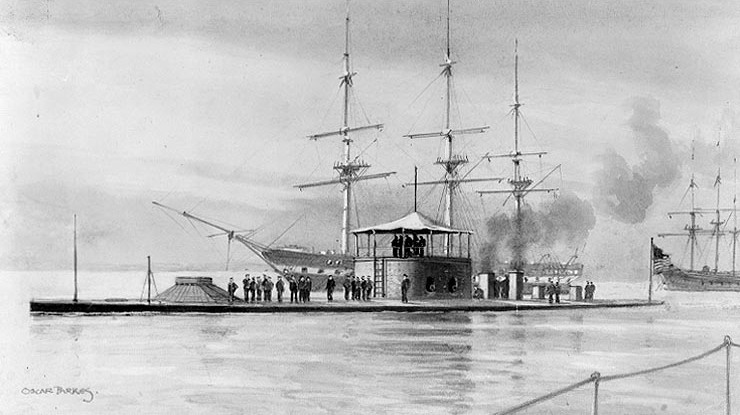
USS Monitor, în fundal alte nave care transportă lemn

USS Monitor este primul monitor construit de Marina Statelor Unite în timpul Războiului Civil American. Este cel mai faimos pentru participare sa în Bătălia de la Hampton Roads din 9 martie 1862, prima luptă care a implicat o confruntare între două nave de război de tip cuirasat. USS Monitor a luptat contra monitorului CSS Virginia (fosta frigată USS Merrimack) care aparținea Marinei Statelor Confederate ale Americii. Bătălia s-a încheiat nedecis, ceea ce a însemnat o victorie strategică a Uniunii prin aceea că blocada s-a păstrat. Confederația a pierdut CSS Virginia, nava fiind scufundată pentru a evita capturarea, iar Uniunea a construit mai multe copii ale navei USS Monitor.
Gideon Welles, secretarul Marinei Americane a propus construirea unei nave de luptă ca răspuns la construcția navei de luptă CSS Virginia. Comanda de începere a construcției navei USS Monitor a fost dată la 4 octombrie 1861, iar nava a fost lansată la apă pe 30 ianuarie 1862

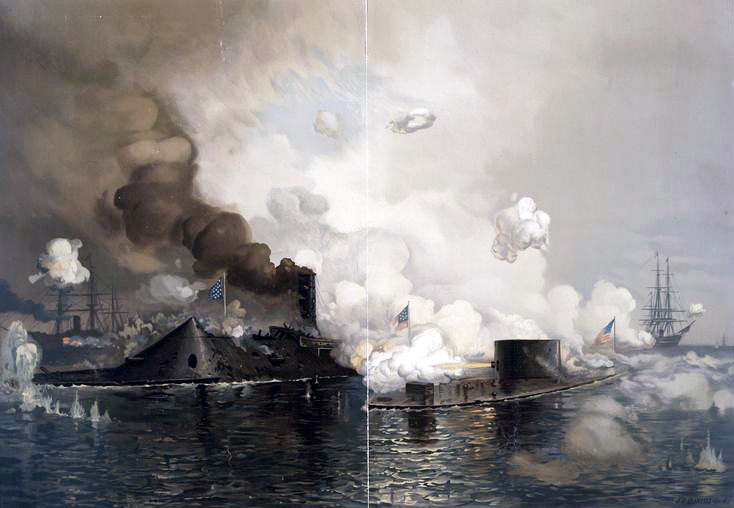
USS Monitor în luptă cu CSS Virginia, 9 martie 1862, Bătălia de la Hampton Roads

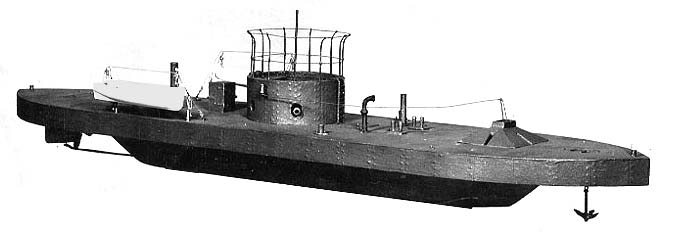
USS Monitor